# Schlacht am Glorieta-Pass
Die Schlacht am Glorieta-Pass wurde vom 26. bis zum 28. März 1862 geschlagen und war die entscheidende Auseinandersetzung des New-Mexico-Feldzuges, einer im Rahmen des Amerikanischen Bürgerkrieges durchgeführten Militäroperation der Konföderierten. Mit dieser Schlacht stoppten Unionseinheiten erfolgreich die Invasion der konföderierten Truppen in das New-Mexico-Territorium.

## Ablauf
Am 25. März 1862 hatte eine Vorhut der Konföderierten unter Kommando von Major Charles L. Pyron ein Lager bei Johnson’s Ranch (Cañoncito) bezogen, am Ende des Glorieta-Passes, der am südlichen Ende der Sangre de Cristo Range, südöstlich von Santa Fe am historischen Santa Fe Trail lag und eine strategisch wichtige Position darstellte. Die 300 bis 400 Südstaatler verließen ihr Lager frühmorgens am 26. und stießen auf Sloughs Vorhut, rund 420 Mann unter dem Kommando von John M. Chivington, die gegen 12:00 Uhr bereits einen kleinen Vortrupp der Konföderierten überwältigt hatten. Die Konföderierten bildeten nun eine Schlachtreihe quer über die Straße, wurden von Chivingtons Männern, die anfangs noch von der Artillerie der Südstaatler zurückgetrieben worden waren, jedoch ausmanövriert, indem diese ihren Feind an den Flanken umgingen. Die Konföderierten mussten sich zurückziehen und bezogen eine neue Verteidigungsstellung im etwas westlich von ihrer Position gelegenen Apache Canyon, einem schmalen Tal mit einigen kultivierten Feldern. Chivington wiederholte hier sein flankierendes Manöver in Verbindung mit einem wuchtigen Kavallerieangriff, der die Konföderierten zu einem abermaligen Rückzug ins zuvor bezogene Lager im nahe gelegenen Cañoncito veranlasste. Dabei waren zahlreiche Soldaten der Konföderierten in Gefangenschaft geraten. Chivington stellte seine Angriffe nun ein und zog sich ins Hauptlager der Unionsstreitkräfte bei Kozlowski’s Ranch, einer Station des Santa Fe Trails zurück. Von seinem Lager aus sandte Pyron eine Botschaft mit der Bitte um dringende Verstärkung an die nicht weit entfernte Hauptstreitmacht der Konföderierten.

Der Schlachtverlauf am 28. März 1862

Am nächsten Tag erfolgten keine Kampfhandlungen. Beide Seiten erhielten jedoch Verstärkungen. Oberstleutnant William R. Scurrys konföderierte Truppen erreichten eine Stärke von 1100 Mann, während für die Nordstaaten als Verstärkung Oberst John P. Slough mit 900 frischen Männern aus Fort Union ankam. Beide Seiten entschlossen sich anzugreifen und am frühen Morgen des 28. März setzten sie ihr Vorhaben in die Tat um. Die nun folgende Schlacht war von Attacken und Gegenattacken auf die von jeder Seite rasch gebildeten Verteidigungslinien geprägt, wobei die Kontrahenten versuchten, einander auszumanövrieren und durch Flankenangriffe einen Vorteil zu erreichen. Der Schauplatz des Gefechts, das gegen 11:00 Uhr begonnen hatte, verlagerte sich auf diese Weise vom Ort des ersten Zusammentreffens zunächst in die Nähe von Pigeon’s Ranch, wo die Unionstruppen gegen 14:00 eine neue Verteidigungslinie bildeten, nachdem es Scurrys Männern gelungen war, sie durch Flankenangriffe zum Rückzug zu zwingen. Auch diese Position wurde für die Unionstruppen unhaltbar, nachdem es Scurrys Männern gelungen war, erhöhtes Terrain an deren Flanken zu gewinnen, sodass sie sich abermals zurückzogen und eine dritte Verteidigungslinie, etwa eine halbe Meile weiter ostwärts bei Pigeon`s Ranch, bildeten.
Die Kämpfe endeten, als Sloughs Truppen angesichts des wuchtigen Angriffs der Konföderierten auch diese Stellung aufgeben mussten und sich zur Kozlowski-Ranch, wo sie ihr Camp hatten, zurückzogen. Nun verließen auch Scurry und seine Leute das Schlachtfeld. Sie waren überzeugt, die Schlacht gewonnen zu haben. Einige von Chivingtons Männer hatten jedoch – nachdem sie ihren Kommandeur mühsam von ihrem Vorhaben überzeugt hatten – während der Kampfhandlungen das Schlachtfeld umgangen und den gesamten Nachschub Scurrys (80 Wagen mit Proviant und Munition) auf der Johnson-Ranch zerstört und auch die rund 500 dort vorgefundenen Pferde und Transportmulis getötet oder vertrieben – ein, wie sich zeigen sollte, unersetzlicher Verlust in einem Operationsgebiet, das so karg und trocken war, dass sich Scurrys Männer und Tiere schon bisher nur ungenügend hatten ernähren können.

## Folgen
Die Schlacht am Glorieta-Pass war letztlich der Wendepunkt des Feldzuges im New-Mexico-Territorium. Ohne Munition, Reittiere, vor allem aber ohne den im lebensfeindlichen Operationsgebiet unbedingt notwendigen Proviant, war es der Streitmacht der Südstaaten völlig unmöglich, ihren Feldzug weiterzuführen. Angesichts der Präsenz starker Truppenverbände der Union, die sich auf ebenso starke und gut verproviantierte Befestigungen – die Forts Craig und Union – stützen konnten, war der Rückzug die einzige Option, wollte man seitens der militärischen Führung der Südstaatler nicht die Gefangennahme oder Vernichtung der gesamten Streitmacht riskieren. Dem ersten Schritt folgten so noch weitere zurück bis nach San Antonio in Texas. Es ist auch bezeichnend, dass die Südstaatenarmee auf dem äußerst entbehrungsreichen und strapaziösen, rund 700 Meilen langen Rückweg ein Vielfaches der Verluste erlitt, welche die vorhergegangenen Gefechte gefordert hatten. Nur rund 2.000 der ursprünglich etwa 3.700 Angehörigen der Südstaatenarmee erreichten schließlich lebend wieder ihre Ausgangsbasen. Während des Rückmarsches war es auch zu keinerlei Gefechten mehr gekommen, da die Befehlshaber der Union mit ihren Truppen zunächst Abstand hielten, um unnötige Verluste zu vermeiden, und den Gegner schließlich ziehen ließen. Die endgültige Vernichtung der geschlagenen Südstaatler überließen sie lieber dem lebensfeindlichen Terrain, das im Falle einer Verfolgung auch ihnen selbst hätte gefährlich werden können.